# Neurofibromatose
Neurofibromatoses (NF) são um grupo de três doenças caracterizadas pelo crescimento de tumores no sistema nervoso. Os três tipos são a neurofibromatose tipo I (NF1), neurofibromatose tipo II (NF2) e schwannomatose. Os sintomas mais comuns de NF1 são lesões café com leite na pele, sardas nas axilas e virilhas, escoliose e pequenos tumores na pele denominados neurofibromas. Os sintomas de NF2 mais comuns são perda auditiva, cataratas em idade precoce, problemas de equilíbrio e atrofia muscular. Na schwannomatose pode ocorrer dor localizada ou em regiões extensas do corpo. Os tumores da neurofibromatose são geralmente beningnos.
A neurofibromatose é causada por uma mutação genética de determinados genes. Esta mutação pode ser herdada de um dos progenitores ou, em cerca de metade dos casos, ocorrer de forma espontânea no início de vida. Os três tipos da doença são causados por diferentes mutações. Os tumores formam-se nas células auxiliares do sistema nervoso, e não nos neurónios. Na NF1 os tumores são neurofibromas (tumores dos nervos periféricos), enquanto na NF2 e na schwannomatose são mais comuns os schwannomas (tumores das células de Schwann). O diagnóstico geralmente baseia-se nos sintomas, num exame físico, exames imagiológicos e biópsia. O diagnóstico pode ainda ser complementado com exames genéticos.
À data de 2020, a doença não tinha cura ou forma de prevenção. Os tumores que causem incómodo ou que se tenham tornado malignos podem ser removidos com cirurgia. Os tumores que se tornem malignos pode também ser tratados com radioterapia e quimioterapia. Nos casos em que a doença causa perda auditiva, esta pode ser corrigida com um implante coclear ou implante de tronco cerebral.
Nos Estados Unidos, a NF1 afeta cerca de 1 em cada 3500 pessoas e a NF2 cerca de 1 em cada 25 000 pessoas. A doença afeta de igual forma homens e mulheres. Na maior parte dos casos de NF1, os sintomas estão presentes desde o nascimento ou desenvolvem-se antes dos 10 anos de idade. Embora a doença geralmente se vá agravando ao longo do tempo, a maior parte das pessoas com NF1 tem uma esperança de vida normal. Nos casos de NF2, é possível que os sintomas só se comecem a manifestar no início da idade adulta. A NF2 aumenta o risco de morte precoce. As descrições mais antigas da doença remontam ao século I. Foi formalmente descrita por Friedrich Daniel von Recklinghausen em 1882, sendo anteriormente denominada "Doença de Von Recklinghausen" em sua homenagem.

## Fisiopatologia
A NF1 é causada por mutações herdadas ou novas no cromossomo 17, as quais resultam em disfunção de uma proteína supressora de tumores denominada neurofibromina, e suas manifestações mais comuns são manchas café-com-leite (MCL) e neurofibromas cutâneos, que geralmente surgem na infância e se acompanham de desordens cognitivas e esqueléticas. Além das manchas café-com-leite forma neurofibromas nos nervos dos olhos em geral, podendo levar perda de visão, impotência permanente mesmo em individuos "saudáveis" caso haja neurofibroma na região da virilha ou nervos do órgão sexual. Entre as manifestações relacionadas ao SNC, identificam déficits cognitivos e dificuldade de aprendizado em 50% dos casos e retardo mental em cerca de 5%. Esse mesmo percentual apresenta epilepsia (5%), gliomas do nervo óptico ocorrem em 15%, sintomáticos em 5%.
A NF2 resulta de mutações no cromossomo 22, levando à disfunção de outra proteína, a merlina, a qual também é supressora de tumores, provocando o crescimento de tumores múltiplos no sistema nervoso que causam desequilíbrio e perda auditiva, e aparecem tipicamente no início da vida adulta
A Schwannomatose, cuja localização genética e o defeito molecular ainda não são bem conhecidos, tem como principal manifestação a dor neuropática intratável na vida adulta relacionada com a presença de múltiplos schwannomas.